# La Ville-ès-Nonais
La Ville-ès-Nonais is een gemeente in het Franse departement Ille-et-Vilaine (regio Bretagne). De plaats maakt deel uit van het arrondissement Saint-Malo. La Ville-ès-Nonais telde op 1 januari 2022 1.226 inwoners.

## Geografie
De oppervlakte van La Ville-ès-Nonais bedroeg op 1 januari 2022 4,34 vierkante kilometer; de bevolkingsdichtheid was toen 282,5 inwoners per km².

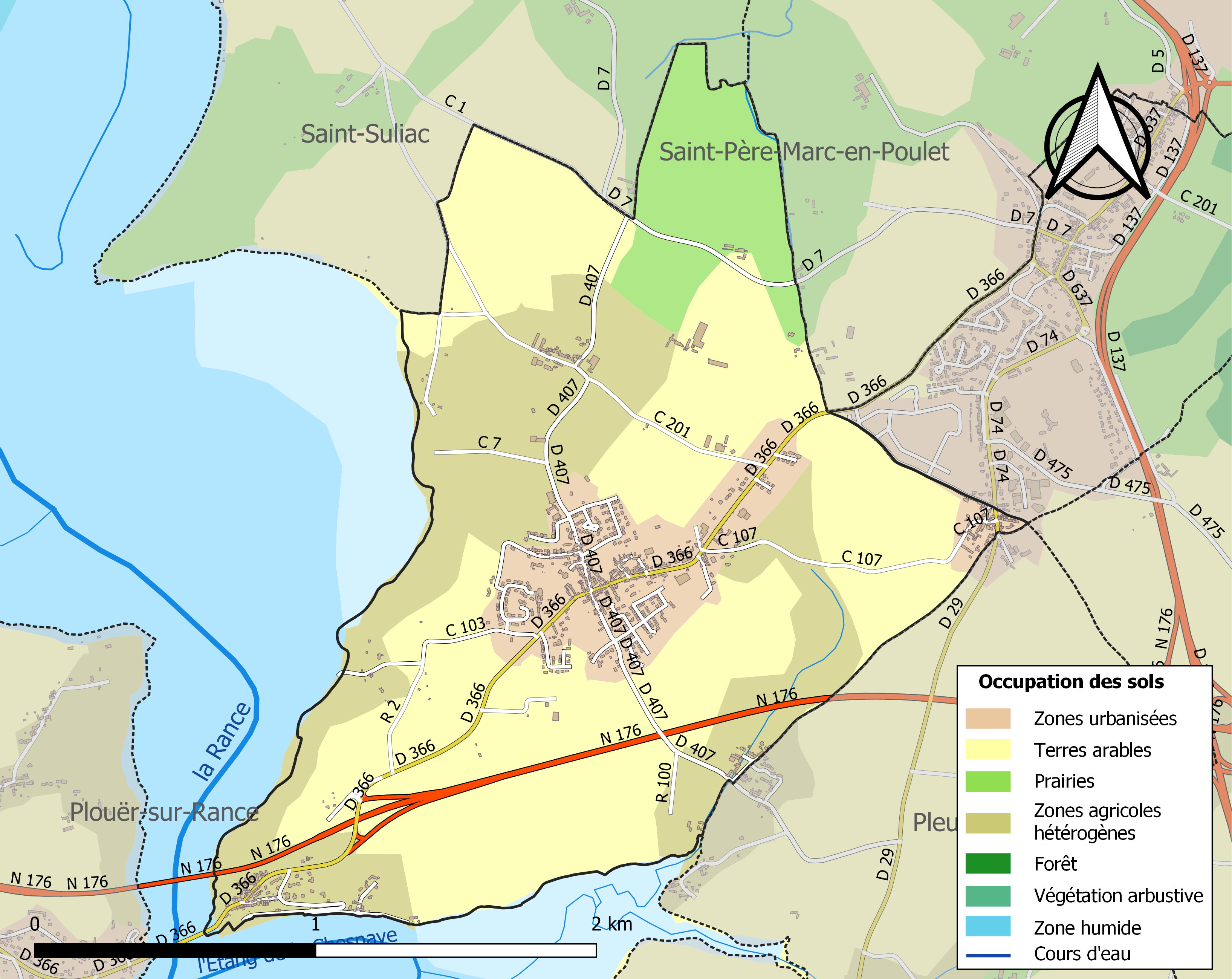
Kaart van de gemeente met belangrijkste infrastructuur, bodemgebruik en omliggende gemeenten

## Demografie
Onderstaande figuur toont het verloop van het inwonertal (bron: INSEE-tellingen).